# Albert Bernhardt
Albert Bernhardt (* 26. Januar 1905 in Hamm; † im 20. Jahrhundert) war Berghauptmann und Direktor des  Oberbergamtes Dortmund.

## Leben
Nach dem Abitur an der Oberrealschule Hamm im Jahre 1923 absolvierte Albert Bernhardt ein Bergbaustudium an der Westfälischen Wilhelms-Universität Münster, der Bergakademie Claustahl und der Technischen Universität Berlin, das er am 29. April 1929 als Diplomingenieur abschloss. Nach dem Referendariat
folgte am 2. März 1933 das Staatsexamen mit der Ernennung zum Bergassessor im Bezirk des Oberbergamtes Dortmund. Nach einer halbjährigen Beschäftigung bei der Sektion 2 der Knappschaft-Berufsgenossenschaft in Bochum fand er zum Jahresbeginn 1935 eine Arbeitsstelle bei der Gelsenkirchener Bergwerks-Aktiengesellschaft auf der Zeche Bruchstraße in Bochum. Bevor er 1938 zum Bergrat am Oberbergamt Breslau ernannt wurde, war er dort und im Bergrevier Waldenburg Süd als Bergassessor eingesetzt. Im Sommer 1941 wurde er in das Bergrevier Gleiwitz-Nord versetzt, kehrte aber berteits im Oktober an seinen bisherigen Arbeitsplatz zurück und wurde Leiter des Oberbergamtes Breslau. 
Mitte November 1943 kam Bernhardt in das Ruhrgebiet zurück und wurde erster Bergrat im Oberbergamt Dortmund. In diesem Amt blieb er bis September 1945, als er in das Revier Witten-Bommern wechselte. Am 1. Dezember 1950 wurde er zum Oberbergrat beim Oberbergamt Dortmund befördert und war von Juni 1960 bis Juni 1966 als Berghauptmann Direktor des Oberbergamtes Dortmund.
Zum 1. Februar 1970 wurde Bernhardt in den Ruhestand verabschiedet.
Er war Mitglied der NSDAP,  der Nationalsozialistischen
Betriebszellenorganisation (NS-Gegenmodell zu den freien Gewerkschaften) und der Deutschen Arbeitsfront.
Über Bernhardts Einstufung im Entnazifizierungsverfahren wurde mehrmals verhandelt. Zuletzt im September 1949 mit dem Ergebnis Kategorie V (entlastet), nachdem er zuvor als Mitläufer eingestuft worden war. 